# 효정태후 (주상영)

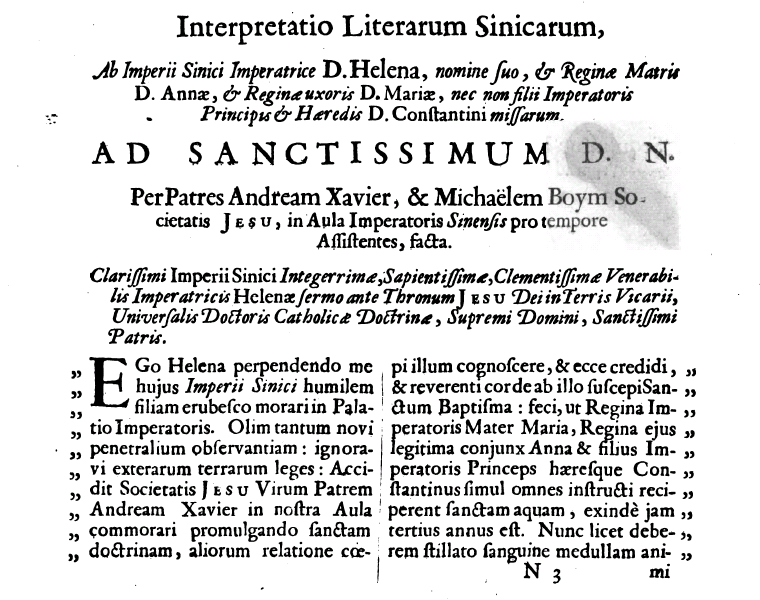
황후인 헬레나 왕의 교황에게 보낸 편지. 만주 침략자들에 대항해 도움을 요청한 편지. 또한 영리 황제의 어머니 (황후 숙녀 마리아 마) 와 아내 (황후 아내 안나 왕) 와 그의 영유아 왕자 콘스탄틴 주 (Constantine Zhu)의 이름으로 기록되어 있다.

효정황태후 왕씨(孝正皇太后 王氏, ? ~ 순치 8년/영력 5년 4월(1651년))는 계왕(桂王) 주상영(朱常瀛)의 계실이자 영력제(永曆帝)의 적모이다. 천주교 세레명은 헬레나(Helena, 伊蓮娜)이다.

## 생애
숭정제 때 계왕 주상영과 혼인을 하였다. 숭정 17년(1644년)에 명나라가 멸망하자 계왕일가는 광서(廣西)로 피난길로 올랐으나, 피난 도중인 1645년에 주상영은 광서에서 병사하였다. 이후 주상영의 자리는 4남인 주유애(朱由𣜬)가 계승하였다. 융무제(隆武帝)가 즉위한 후에는 주유랑(朱由榔)은 감국(監國)으로 올랐고, 그 이듬해(1647년)에는 황제로 즉위하였다. 영력제 즉위 후 왕씨는 황태후로 봉해지고 자성황태후(慈聖皇太后)의 존호를 받았다. 이후 존호는 영성자숙황태후(寧聖慈肅皇太后)로 개칭되었다.
5년 후인 영력 5년(1651년)에 전주부(田州府)에서 붕어하였다. 시호는 효정장익돈인단혜천성황태후(孝正莊翼敦仁端惠天聖皇太后)이다.